# Тышкевич, Ян Остафий
Ян Остафий Тышкевич (1571—1631) — государственный деятель Великого княжества Литовского, граф на Логойске и Бердичеве, ротмистр королевский (1601), подскарбий надворный литовский (1607—1611), воевода мстиславский (1611—1615) и берестейский (1614—1631). Староста дудский, лайский, мозырский и каменецкий.

## Биография
Представитель логойской линии литовского магнатского рода Тышкевичей герба «Лелива». Сын воеводы берестейского Юрия Васильевича Тышкевича (ум. 1576) от второго брака с Теодорой Григорьевной Волович. Братья — Теодор Фредерик, Мартин, Пётр, Александр и Ежи.
С 1601 года Ян Остафий Тышкевич упоминается в чине ротмистра королевского. В 1607—1611 годах занимал должность подскарбия надворного литовского. В 1611 году Ян Остафий Тышкевич получил должность воеводы мстиславского, в 1615 году стал воеводой берестейским.

## Семья и дети
Был дважды женат. Около 1595 года первым браком женился на Софии Вишневецкой (ум. после 1612), дочери каштеляна киевского, князя Михаила Александровича Вишневецкого (1529—1584) и Эльжбеты Юрьевны Зенович. Дети:
- Антоний Ян Тышкевич (ок. 1609—1649), маршалок надворный литовский
- Юрий Тышкевич (? — 1656), епископ виленский
- Казимир Тышкевич (? — 1649), подкоморий берестейский
- Кшиштоф Тышкевич (ум. 1666), воевода черниговский
- Фелициан Тышкевич (ум. 1649), чашник киевский
- Сюзанна Тышкевич, 1-й муж каштелян витебский Остафий Курч, каштелян новогрудский Самуил Статкевич
- Эльжбета Тышкевич, 1-й муж Ян Фаренсбах, 2-й муж каштелян витебский Николай Завиша.

Вторично женился на Катаржине Семашко, от брака с которой не имел потомства.